# Elysium Fossae
Elysium Fossae és una estructura geològica del tipus fossa a la superfície de Mart, situada amb el sistema de coordenades planetocèntriques a 28.78 ° de latitud N i 151.58 ° de longitud E. Fa 1.044 km de diàmetre. El nom va ser fet oficial per la UAI l'any 1973 i pren el nom d'una característica d'albedo.